# سیارک ۱۳۲۸۰
سیارک ۱۳۲۸۰ (به انگلیسی: 13280 Christihaas، نامگذاری:1998QM44) سیزده هزار و دویست و هشتادمین سیارک کشف شده‌است که در ۱۷ اوت ۱۹۹۸ کشف شد.
قدر مطلق سیارک برابر ۱۲.۹ است.